# Stigmella lemniscella
Stigmella lapponica là một loài bướm đêm thuộc họ Nepticulidae. Nó được tìm thấy ở hầu hết châu Âu.

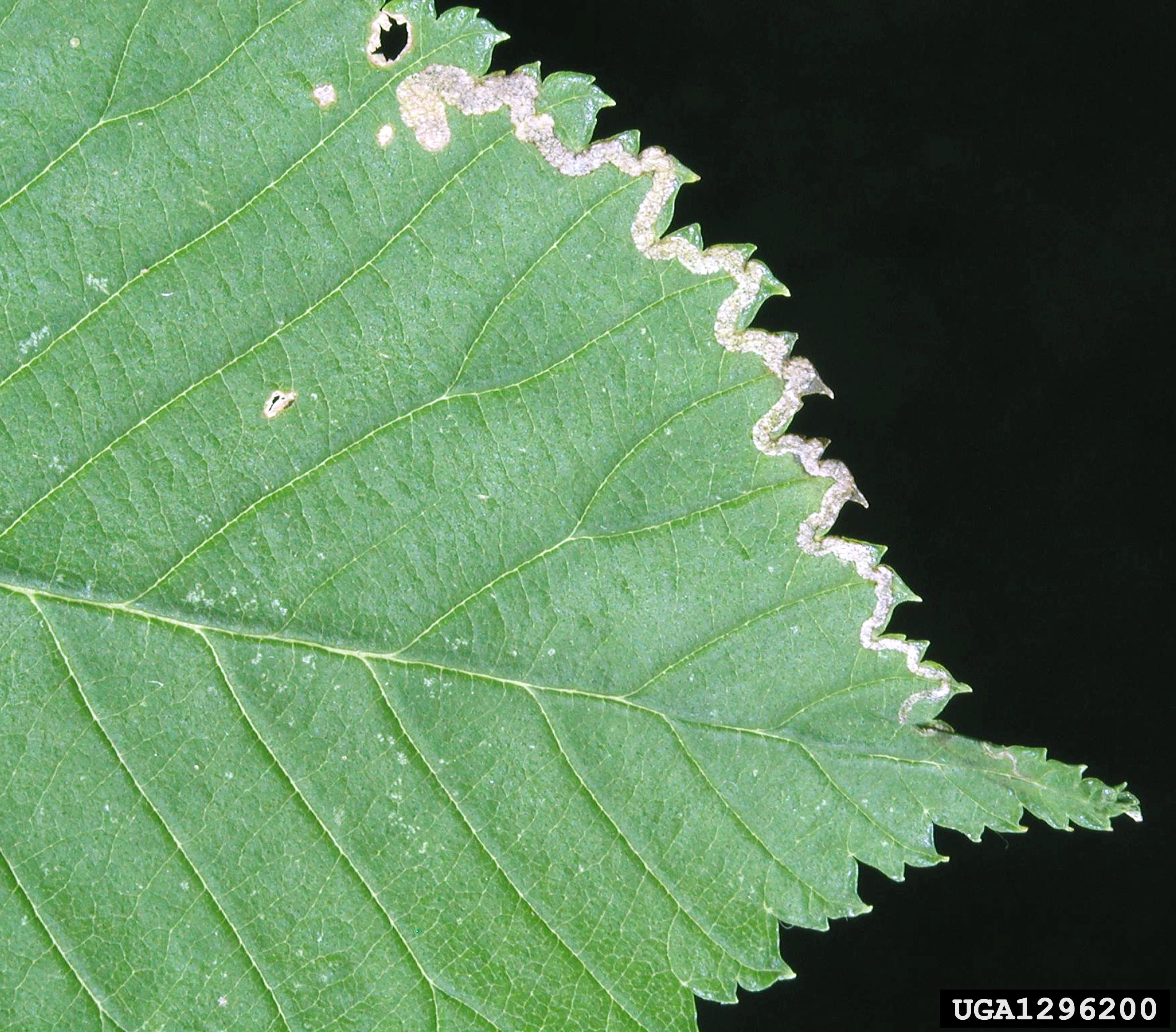
Stigmella lemniscella mine

Sải cánh dài 5–6 mm. Con trưởng thành bay từ tháng 5 đến tháng 8. Có hai lứa trưởng thành một năm.
Ấu trùng ăn Ulmus glabra, Ulmus laevis, Ulmus minor và Ulmus pumila. Chúng ăn lá nơi chúng làm tổ.